# Frank Keenan
Frank Keenan (8 april 1858 - 14 februari 1929) was een Amerikaanse acteur.

## Levensloop en carrière
Keenan werd bekend voor zijn rollen in theaterstukken van Shakespeare. Op Broadway (Manhattan) speelde hij onder meer King Lear en Macbeth. Hij maakte zijn filmdebuut in 1915 in The Coward. Hierna volgden de films elkaar in sneltempo op. Een jaar later verscheen hij in The Stepping Stone naast Mary Boland. In 1918 acteerde hij in The Bells naast Lois Wilson. Andere sterren van de stomme film waarmee hij speelde waren Madge Bellamy, Marie Prevost, Helen Ferguson, Claire Windsor, Anita Loos, William Powell en Clara Bow
Keenan overleed in 1929 op 70-jarige leeftijd. Zijn kleinzoon was acteur Keenan Wynn.